# A Pale Horse Named Death
A Pale Horse Named Death amerikai doom/gothic metal zenekar. 2010-ben alakultak Brooklynban. Az együttest Sal Abruscato, a Type O Negative és a Life of Agony korábbi dobosa alapította. Eddig három nagylemezt adtak ki, és már dolgoznak a negyedik albumon is. Az album dalainak demó felvételei már elkészültek, ezt Facebook oldalukon jelentették be 2021. február 5.-én. Lemezeiket az SPV kiadó jelenteti meg.
Az Allmusic szerint az együttes a "Danzig, a Biohazard és a HIM gothic metalját ötvözi az Alice in Chains hard rock stílusával."

## Tagok
- Sal Abruscato – ének
- Johnny Kelly – dob
- Eric Morgan – basszusgitár
- Eddie Heedles – gitár
- Joe Taylor – gitár

## Korábbi tagok
- Bobby Hambel – gitár
- Matt Brown – gitár
- Tommy Spano – dob
- Dave Bizzigotti

## Diszkográfia
- And Hell Will Follow Me (2011)
- Lay My Soul to Waste (2013)
- When the World Becomes Undone (2019)
- Uncovered (EP, 2019)
- Infernum in Terra (2021)